# Jastorfcultuur

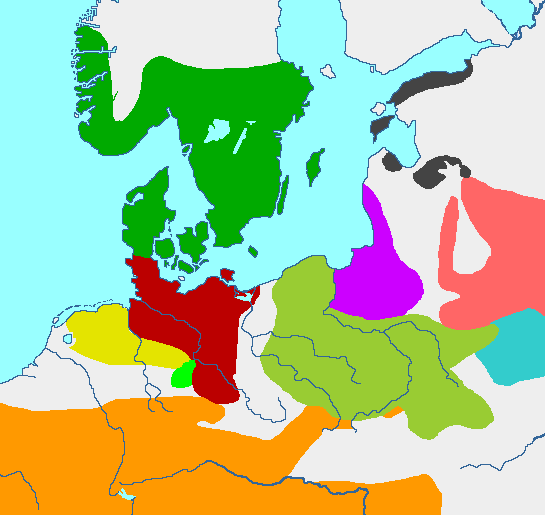
Vroege IJzertijd:
noordelijke Pre-Romeinse ijzertijd
Jastorfcultuur
Harpstedt-Nienburg-groep
Keltische groepen

De Jastorfcultuur is een archeologische cultuur uit de IJzertijd in wat nu Noord-Duitsland is. De artefacten dateren van de 6e tot de 1e eeuw v.Chr. De Jastorfcultuur vormt het zuidelijke deel van de pre-Romeinse ijzertijd. Zij is onder invloed van de zuidelijke Hallstattcultuur voortgekomen uit de Noordse bronstijd. 
De Jastorfcultuur is door Gustav Schwantes vernoemd naar een urnengrafveld bij het dorp Jastorf, gemeente Bad Bevensen, in de Landkreis Uelzen, in de huidige Duitse deelstaat Nedersaksen.
Volgens de huidige stand van kennis was de verspreiding van de Jastorfcultuur begrensd door de Wezer in het westen, de Aller in het zuiden en door Zuid-Denemarken in het noorden. Later breidde de cultuur zich verder naar het zuiden uit in de richting van de Rijn en de Harz. Er zijn ook vondsten bekend uit het Berlijnse gebied en Mecklenburg-Voor-Pommeren.
Men veronderstelt soms dat men de oorsprong van de Germaanse talen binnen de culturen van de pre-Romeinse IJzertijd moet zoeken. De Oostenrijkse historicus Herwig Wolfram lokaliseert de eerste stadia van de Eerste Germaanse klankverschuiving in de Jastorfcultuur. 